# اولنووا-امری
اولنووا-امری (به فرانسوی: Aulnoye-Aymeries) یک کمون در فرانسه است که در canton of Berlaimont واقع شده‌است و ۸٬۷۵۶ نفر(در ۱ ژانویه ۲۰۲۱) جمعیت دارد. اولنووا-امری ۸٫۶۶ کیلومتر مربع مساحت دارد و ۱۴۸ متر بالاتر از سطح دریا واقع شده‌است.

## جغرافیا
شهر اولنووا-امری در کنار رودخانه سامبر قرار گرفته، در ۱۷ کیلومتری جنوب غربی شهر موبوژ و ۱۸ کیلومتری جنوبی مرز بلژیک. منطقه‌ مسکونی این شهر بخشی از پارک طبیعی منطقه‌ای آوس‌نواس به حساب می‌رود.

## نمودار توسعه جمعیت
| ۲۰۲۰  | ۲۰۰۹  | ۱۹۹۹  | ۱۹۹۰  | ۱۹۸۲   | ۱۹۷۵  | ۱۹۶۸  | ۱۹۶۲  | سال   |
| ----- | ----- | ----- | ----- | ------ | ----- | ----- | ----- | ----- |
| ۸٬۸۰۴ | ۸٬۶۳۲ | ۹٬۲۰۶ | ۹٬۸۸۲ | ۱۰٬۰۸۶ | ۹٬۹۱۷ | ۹٬۷۵۰ | ۹٬۴۰۵ | جمعیت |

## جاهای دیدنی
- کلیسای روز فرض(به فرانسوی : Église Notre-Dame-de-l'Assomption)
- کلیسای مارتین‌مقدس
- کلیسای رافائل‌مقدس
- برج ساعت(معروف به برج فلورنتین)

## خواهرخوانده
شهر کوئدلیندبورگ خواهرخواندهٔ اولنووا-امری هست.